# Dorothy Donnelly
Pour les articles homonymes, voir Donnelly.
Dorothy Donnelly (née Dorothy Agnes Donnelly ; 28 janvier 1876  - 3 janvier 1928) est une actrice, dramaturge, librettiste, productrice et réalisatrice américaine. Après une décennie de carrière d'actrice comprenant plusieurs rôles notables à Broadway, elle se tourne vers l'écriture de pièces de théâtre, de comédies musicales et d'opérettes, dont plus d'une douzaine à Broadway, dont plusieurs succès de longue date. Son livret le plus célèbre est The Student Prince (1924), en collaboration avec le compositeur Sigmund Romberg . 

## Vie et carrière
Donnelly est née le 28 janvier 1876 à Brooklyn, New York, de Thomas Lester Donnelly (1832–1880), directeur du Grand Opera House de New York, et de sa femme Sarah (née Williams). Donnelly fréquente le couvent du Sacré-Cœur à New York. 
Elle commence à jouer à Broadway en 1901, interprétant le rôle-titre deCandida . Elle rend célèbre la pièce Madame X sur la scène de Broadway en 1910 et sons adaptation en film muet en 1916. Elle réalise ensuite quelques films muets puis se tourne vers l'écriture dramatique.
Son premier grand succès à Broadway est Blossom Time, une adaptation de 1921 d'une opérette allemande romançant la vie romantique du compositeur Franz Schubert et adaptant sa musique. La pièce tient 516 représentations et est relancée cinq fois au cours des 22 années suivantes. Elle écrit et réalise ensuite la comédie musicale Poppy (1923) qui connaît un succès et est adaptée au cinéma, dynamisant la carrière de WC Fields . Son livret le plus célèbre est celui de The Student Prince (1924), avec une musique de Sigmund Romberg . Enfin, son dernier succès à Broadway est My Maryland en 1927. Elle est également une amie proche du dramaturge Edward Sheldon et, après qu'il est devenu alité, Donnely aide à transcrire, éditer et soutenir son travail.

## Mort
Donnelly meurt le 4 janvier 1928 dans son appartement au 111 East 34th Street dans le quartier Murray Hill de Midtown Manhattan - le même jour qu'Emily Stevens. La cause du décès est une pneumonie et une néphrite . Elle est enterrée le 7 janvier 1928 au cimetière Gate of Heaven à Hawthorne, New York. Donnelly ne s'est jamais marié.[réf. nécessaire]

## Œuvres choisies
- Flora Bella (opérette), adaptation de livre (Broadway 1916)
- Johnny, Get Your Gun (pièce de théâtre), révision du scénario (Broadway 1917)
- Six Months' Option (pièce de théâtre), producteur (Broadway 1917)
- Fancy Free (musical), livre (Broadway 1918)
- The Riddle: Woman (pièce de théâtre; Broadway 1918)
- Forbidden (pièce de théâtre; Broadway 1919)
- Blossom Time (opérette), livret anglais adapté (Broadway 1921; reprises de 1924, 1926, 1931, 1938 et 1943)
- Poppy (comédie musicale), livre, paroles et direction (Broadway 1923)
- The Student Prince (opérette), livret (Broadway 1924; reprises de 1931 et 1943)
- Hello, Lola (musical), livres et paroles (Broadway 1926)
- My Maryland (comédie musicale), livre et paroles (Broadway 1927)

## Rôles au théâtre
- Nell Gwyn dans Nell Gwyn (1901, pièce de Broadway)
- Madame Alvarez dans Soldiers of Fortune (1902, pièce de Broadway)
- Candida in Candida (pièce de théâtre de Broadway de 1903; reprise de 1915)
- The Lady dans L'homme du destin (pièce de Broadway de 1904)
- Mme. Maia Rubek dans When We Dead Awake (pièce de Broadway de 1905)
- Ruth Jordan dans The Little Grey Lady (pièce de Broadway de 1906)
- Louise Stolbeck dans The Daughters of Men (pièce de Broadway de 1906)
- Marion Manners dans The Movers (pièce de Broadway de 1907)
- Jacqueline dans Madame X (pièce de Broadway de 1910)
- Janet Van Roof dans The Right to Be Happy (pièce de Broadway de 1912)

## Filmographie
- Le voleur (1914)
- Vallée scellée (1915)
- Madame X (1916)

## Famille
Dorothy Donnelly est la sœur du sénateur et juge de New York Thomas F. Donnelly (1863–1924). 
Elle était également une nièce de Fred Williams (née Frederick James Williams; 1829-1900), qui est metteur en scène au Daly's Theatre, metteur en scène au Lyceum Theatre sur Park Avenue et doyen de la faculté de l'American Academy of Dramatic Arts.  Le fils de Fred Williams, Fritz Williams (1865–1930), est également acteur. 